# Гросманова, Эдита
Эдита Гросманова́ (словац. Edita Grosmanová, англ. Edith Grosman, урождённая Фридманнова́, словац. Friedmannová; 11 июля 1924, Гуменне, Чехословакия — 31 июля 2020, Торонто, Канада) — выжившая в лагере смерти Аушвиц-Биркенау нацистской Германии.

## Биография

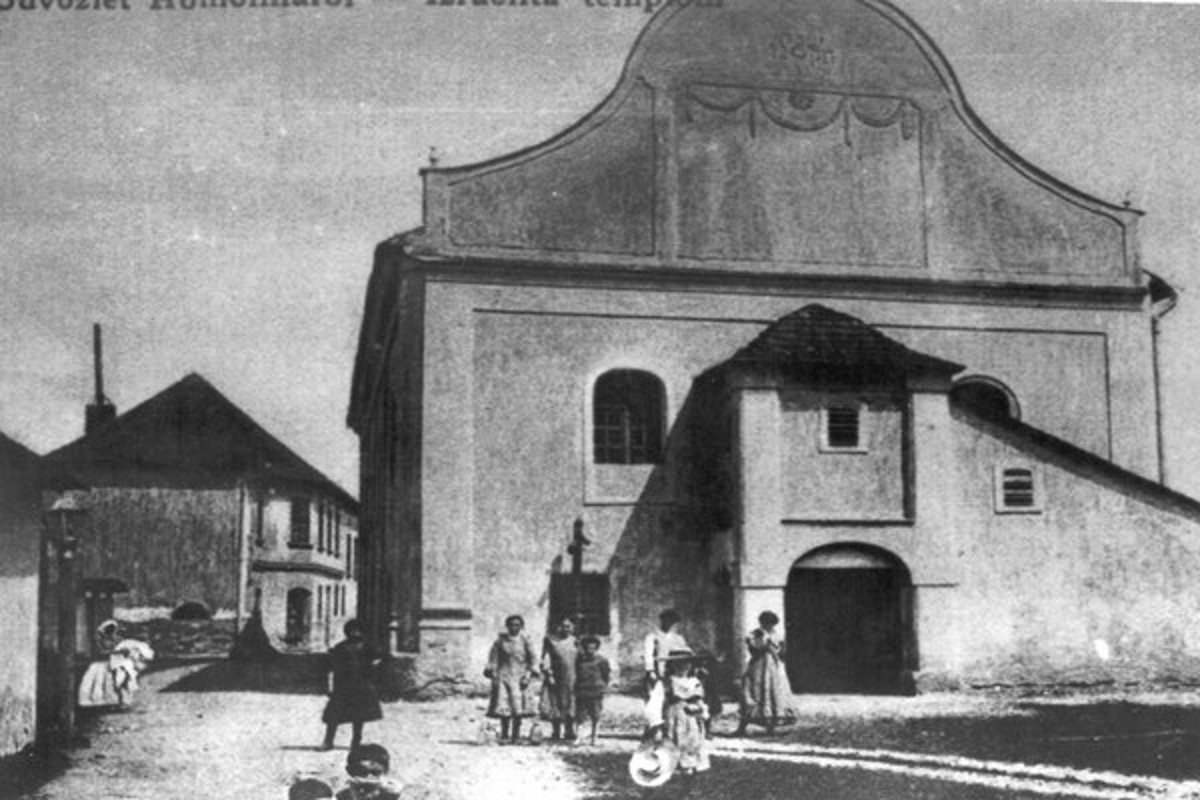
Старая синагога в Гуменне

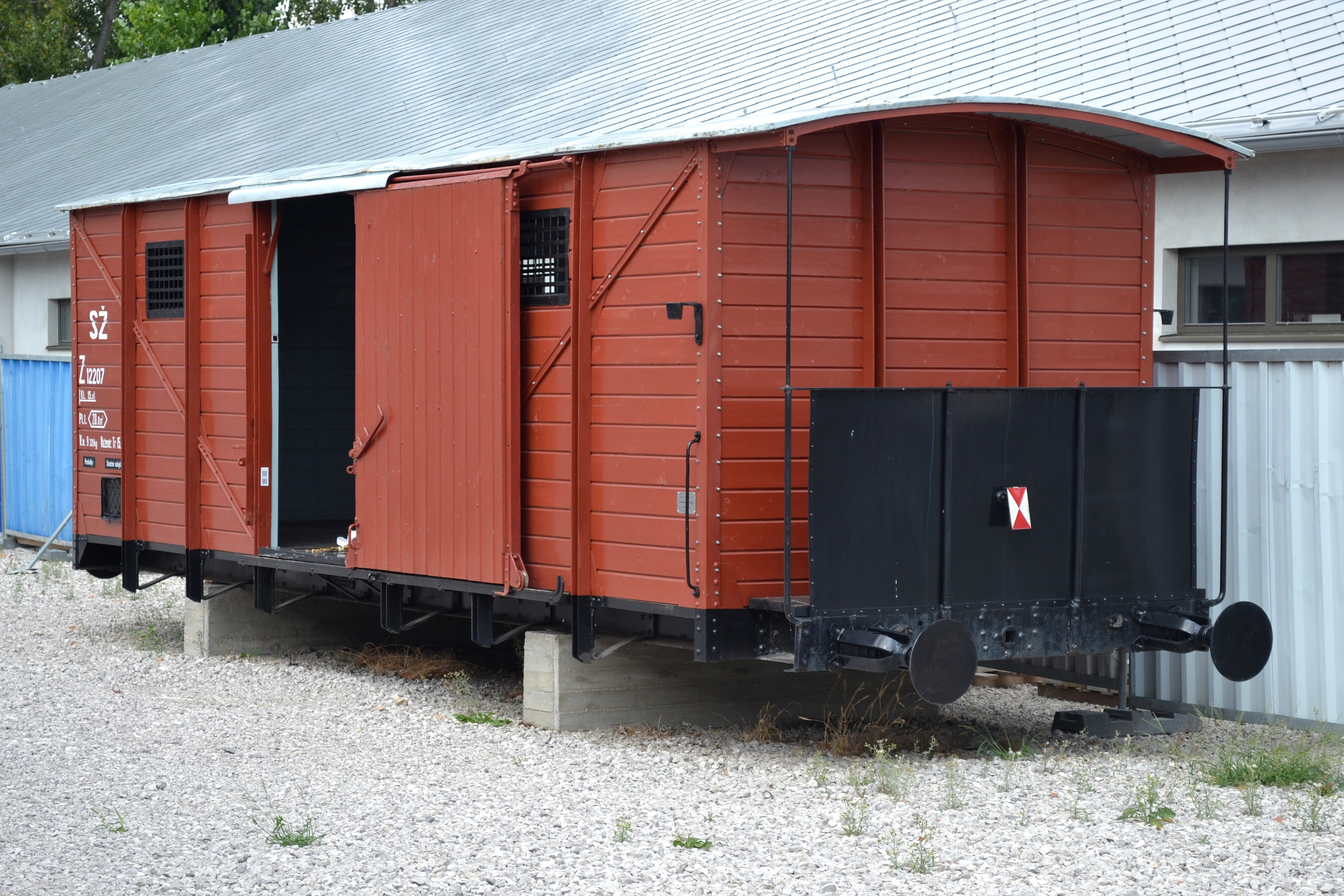
Крытый вагон, который использовался для депортации словацких евреев. Музей Холокоста в Середи

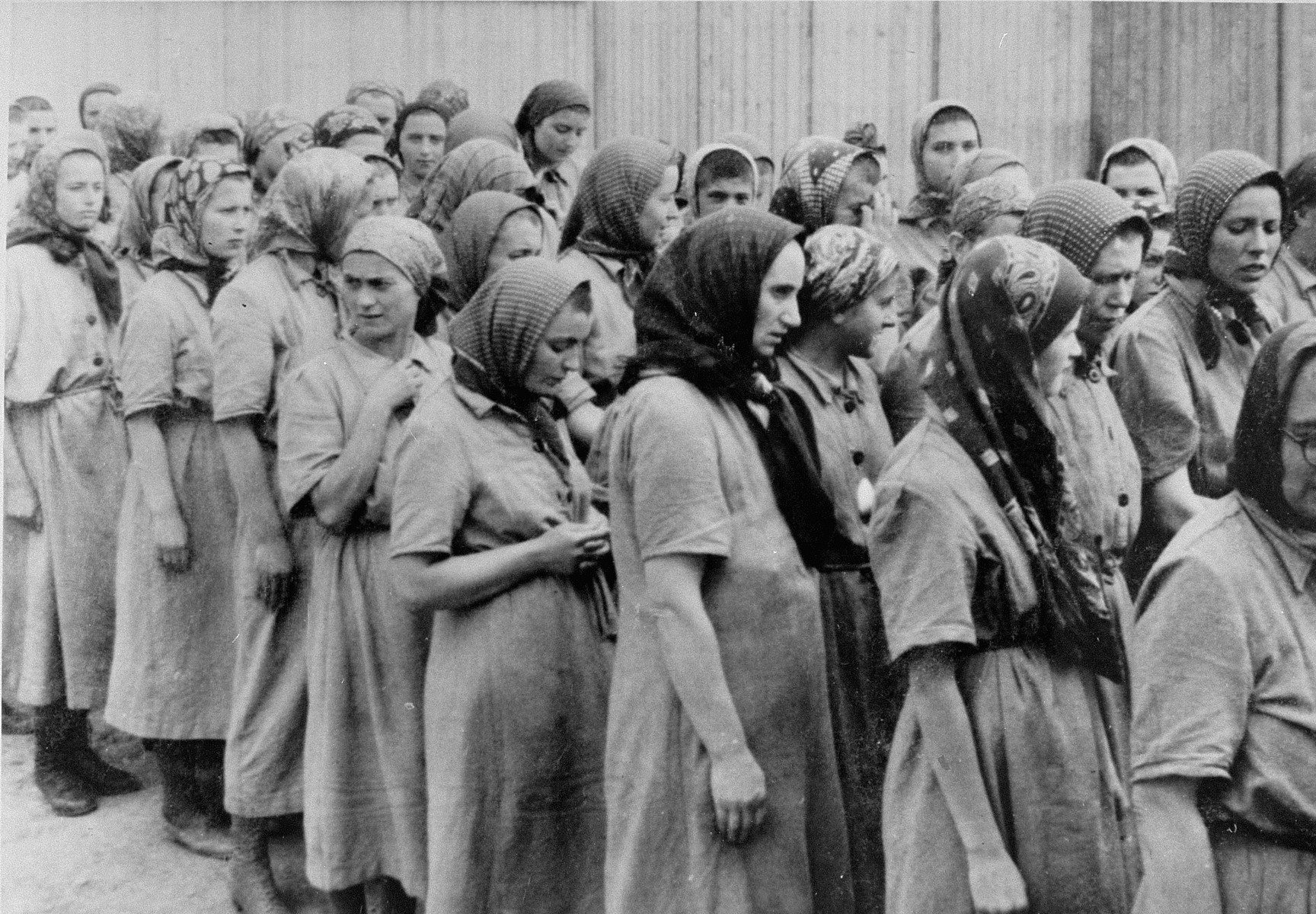
Девушки, отобранные для работы в Освенциме, 1944

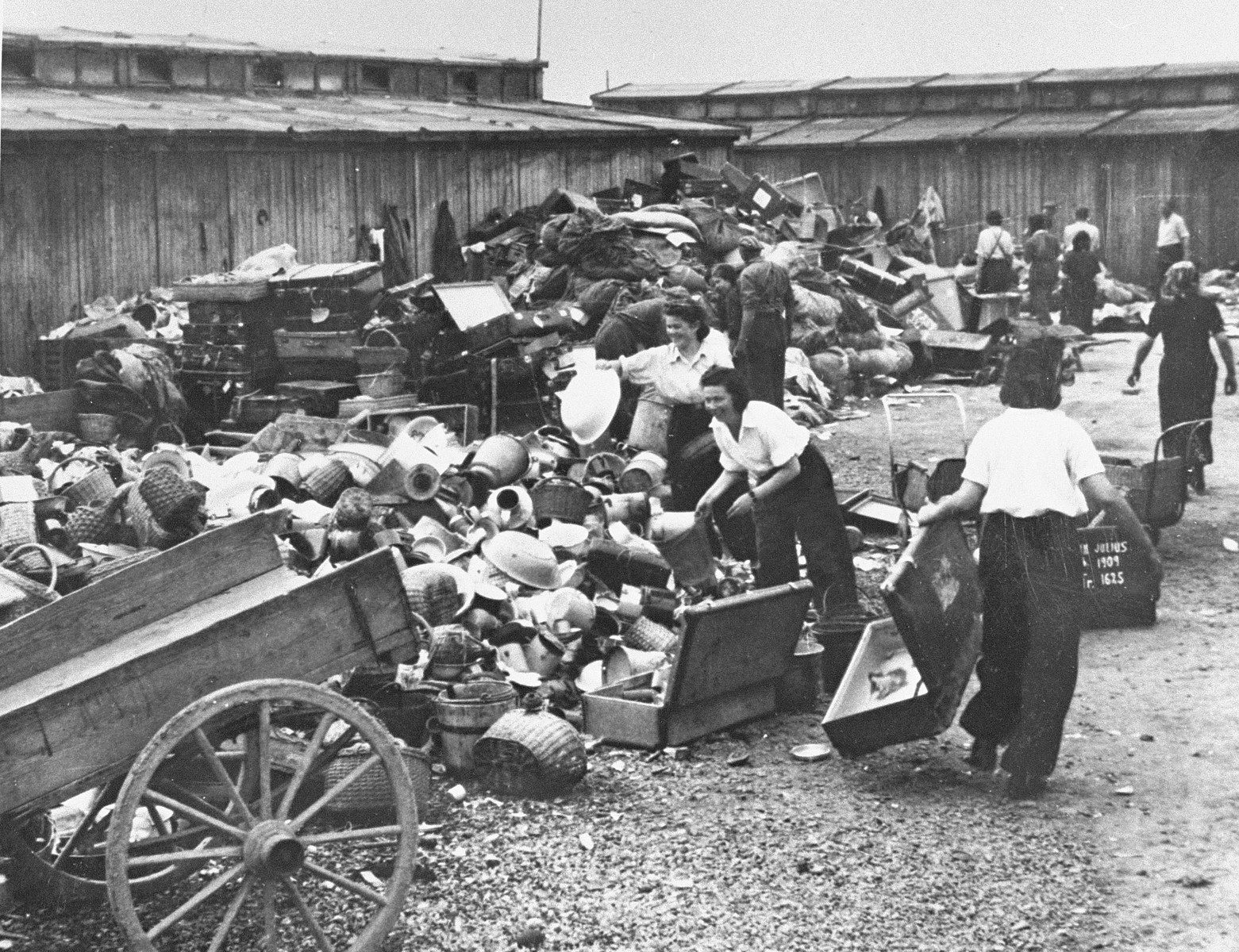
Девушки из первого транспорта сортируют конфискованные вещи в лагере Освенцим, 1944

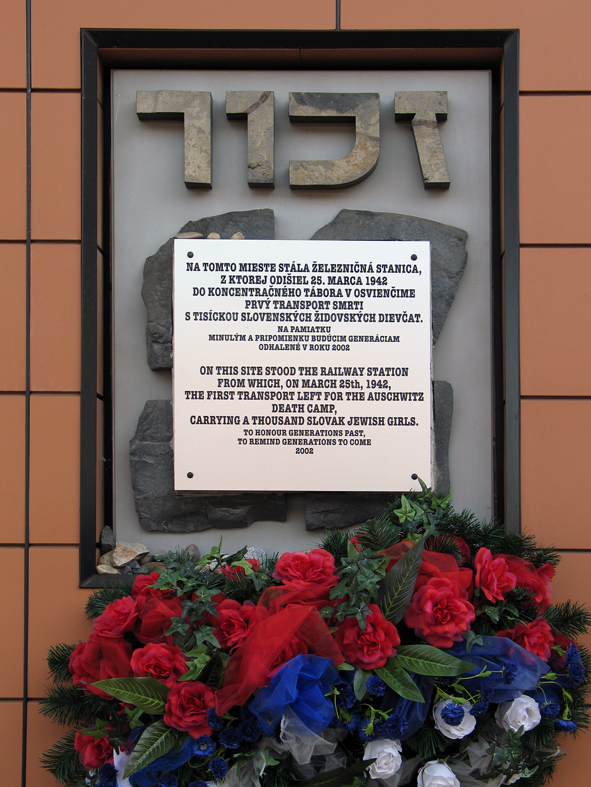
Мемориальная доска на железнодорожной станции в Попраде, откуда 25 марта 1942 года отправился первый поезд смерти

Родилась 11 июля 1924 года и выросла в еврейской семье Фридманн в Гуменне в Первой Чехословацкой республике (ныне восточная Словакия). Была третьей из семи детей. Семья была религиозной.

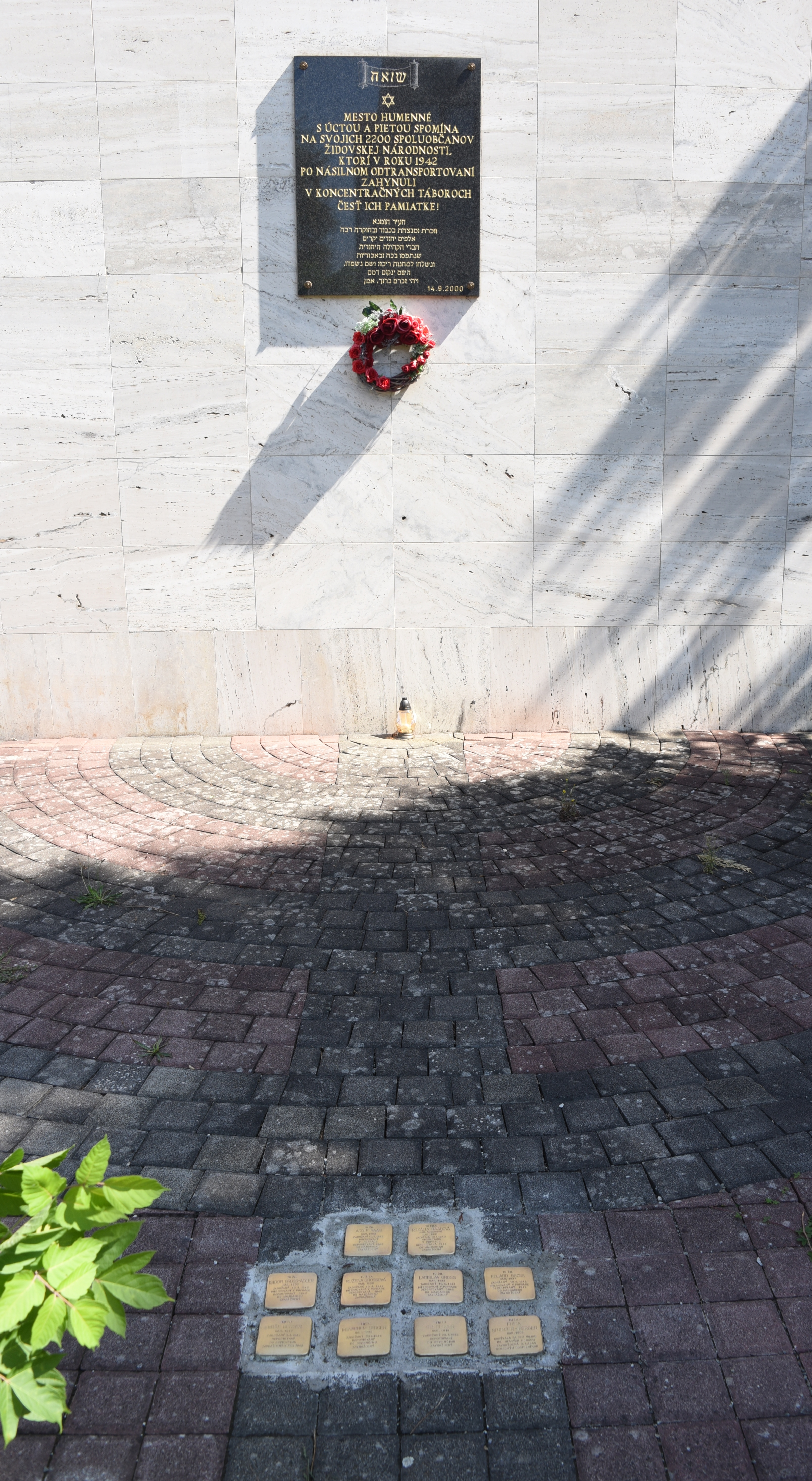
Камни преткновения в Гуменне

В августе 1937 года в Гуменне евреи, шедшие в синагогу, были избиты антисемитски настроенной толпой.
После создания Словацкой республики начались притеснения евреев, которые составляли большинство населения в Гуменне. Когда Эдите исполнилось 14 лет, она не могла больше ходить в школу, потому что евреям разрешили учиться только 5 классов и только до исполнения 14 лет. Словаки пришли и забрали все украшения. С осени 1941 года евреев обязали постоянно носить жёлтую повязку. Евреям запретили жить на главной улице, затем — иметь окна, выходящие на главную улицу. Запретили иметь домашних животных. Евреи боялись выходить из дома. 
Отец Эдиты был стекольщиком и как ценный ремесленник, работавший на военных, получил освобождение от депортации от президента Словацкой республики Йозефа Тисо для себя и своей семьи, однако бумаги пришли слишком поздно, лишь спустя 3 недели после депортации Эдиты и её старшей сестры Леи (род. 2 июля 1922).
На первом этапе организованных депортаций евреев из Словакии на основании так называемого «Еврейского кодекса», принятого 9 сентября 1941 года правительством Словацкой республики во главе с Йозефом Тисо, были созданы сборные центры в Братиславе, Жилине, Попраде, Середи и Новаках.
Первый поезд смерти отправился в Освенцим 25 марта 1942 года с железнодорожной станции в Попраде. В транспорте находились 999 евреек в возрасте от 16 до 36 лет, из которых до конца Второй мировой войны дожило лишь 20. В этом поезде находилась Эдита и её старшая сестра Лея. Эдите было 17 лет. Девушек везли в грязных крытых вагонах для перевозки скота. Сёстры думали, что едут в Польшу работать. 
Лагерь был женским. В лагере Эдита прошла отбор под руководством Йозефа Менгеле. Не прошедших отбор девушек ждали газовые камеры и крематорий, прошедших — рабский труд. Через несколько дней прибыл новый транспорт. Девушки начали болеть. К концу 1942 года в живых оставалась лишь треть евреек с первого транспорта. В лагере Эдита заболела сыпным тифом. Затем заболела Лея и как не способная к работе была умерщвлена в газовой камере в ночь с 4 на 5 декабря.
В лагере Эдита заболела туберкулёзом костей. Её спасла заключённая-врач Маргита Швальбова (Margita Schwalbová; 1915—2002). 
В 1944 году Эдита устроилась уборщицей и подавальщицей еды:
Это была не самая легкая работа, потому что еда доставлялась в 75-килограммовых бочках, но эта работа мне показалась более человечной и лучшей.
Эдита выжила, проведя в лагере три года и три месяца. 18 января 1945 года заключённых отправили в марш смерти в лагерь Равенсбрюк, во время которого погибли многие выжившие. Чтобы избежать ужасных условий в лагере Равенсбрюк, Эдита вызвалась на работу и была отправлена в небольшой внешний лагерь, освобождённый 3 мая соединениями 2-го Белорусского фронта Красной Армии.
В конце концов, Эдита оказалась в разрушенной войной Варшаве. Пешком и в крытых вагонах она добиралась домой, едва не угодив в СССР. Она села на поезд, в котором венгров везли в советские лагеря. Проводник пересадил Эдиту на поезд в Словакию. В Михаловце её встретил отец, а на станции Гуменне — мать. Вернувшись в Гуменне, Эдита обнаружила, что вся её семья, кроме сестры Лет, пережила войну.
В Гуменне Эдита познакомилась с будущим мужем Ладиславом Гросманом (1921—1981). Ладислав уехал в Прагу учиться, а Эдита начала лечиться, потому что снова заболела туберкулёзом. Из-за туберкулёза костей ей удалили левую коленную чашечку.
После выздоровления Эдита переехала к Прагу. Эдита работала техником полный рабочий день и училась заочно в Карловом университете в Праге по специальности «биология», получила степень магистра.
В 1949 году вышла замуж за Ладислава Гросмана. Гросманы хотели иметь много детей. Когда Эдита забеременела, врачи сделали ей аборт по медицинским показателям из-за туберкулёза. Позднее она перенесла два выкидыша. В 1953 году она родила единственного сына Иржи (Jiří (George) Grosman), ставшего профессиональным джазовым музыкантом.
Ладислав Гросман сначала работал в газете «Правда», а в 1960-е годы сценаристом на киностудии «Баррандов». В 1962 году Ладислав опубликовал рассказ, позднее превращённый в повесть, на основе которой написал сценарий фильма «Магазин на площади», поставленного Яном Кадаром и Эльмаром Клосом на киностудии «Баррандов». Фильм рассказывает о жизни еврейской общины в Словацкой республике в период арианизации во время Второй мировой войны. Фильм получил премию за лучший фильм на иностранном языке на 38-й церемонии вручения наград премии «Оскар» в 1966 году. Фильм вышел в 1966 году в советский прокат в 2 сериях в дубляже киностудии им. М. Горького. В 1967 году повесть «Магазин на площади» опубликована на русском языке в переводе С. И. Ольшанской в издательстве «Искусство» в серии «Библиотека кинодраматургии».
После подавления Пражской весны и ввода войск в Чехословакию Гросманы эмигрировали сначала в Вену, столицу Австрии, а затем в сентябре 1968 года в Израиль и поселились в Тель-Авиве, а затем в Кирьят-Оно. Эдита выучила иврит и  получила работу в Тель-Авивском университете.
После смерти мужа в 1981 году Эдита с сыном жила в Израиле, а затем переехала в Канаду в Торонто, где её сын устроился ассистентом преподавателя. 
В Канаде Эдита выучила английский язык и устроилась на работу в Канадский Красный Крест, где работала до выхода на пенсию.
На пенсии Эдита купила квартиру в Нетании в Израиле, где проводила время с семьёй.
Эдита дала интервью для фонда USC Shoah Foundation, основанного Стивеном Спилбергом.
Воспоминания Эдиты собраны чешской некоммерческой организацией Post Bellum («После войны») для специального архива Memory of nations. Руководительница организации Сандра Половкова (Sandra Polovková) говорит:
Её свидетельства и воспоминания подробно описывают события по ходу транспортировки в концлагерь, жесточайшую селекцию узников, которую разработали и осуществали сотрудники органов СС, а также изощрённые издевательства над ними.
На мероприятиях в Словакии, посвященных 75-й годовщине первого транспорта, в 2017 году Эдита приняла участие в церемонии открытия мемориальной доски на здании гимназии в Попраде, где держали еврейских девушек перед отправкой на первом поезде смерти. В церемонии принял участие также президент Словакии Андрей Киска. В Словакии Эдита встретилась с Хэзер Дьюн Макадэм (Heather Dune Macadam). Собранные Макадэм воспоминания стали основой документальной книги «Их было 999. В первом поезде в Аушвиц» (999: The Extraordinary Young Women of the First Official Jewish Transport to Auschwitz) , опубликованной в 2019 году на английском языке, и на русском языке в 2022 году в издательстве АСТ в переводе Глеба Григорьева. Книга посвящена «Эдите в память о Лее и Аделе».
Умерла 31 июля 2020 года в возрасте 96 лет в Торонто.